# Амонашенский сельсовет
Амонашенский сельсовет - сельское поселение в Канском районе Красноярского края.
Административный центр - село Амонаш.

## Население
| 2010 | 2012 | 2013 | 2014 | 2015 | 2016 | 2017 |
| ---- | ---- | ---- | ---- | ---- | ---- | ---- |
| 754  | ↘725 | ↘693 | ↘651 | ↘648 | ↘647 | ↘640 |

## Состав сельского поселения
В состав сельского поселения входят 3 населённых пункта:
| № | Населённый пункт | Тип населённого пункта       | Население |
| - | ---------------- | ---------------------------- | --------- |
| 1 | Амонаш           | село, административный центр | ↘308      |
| 2 | Подъянда         | деревня                      | ↘69       |
| 3 | Тарай            | деревня                      | ↘377      |

## Местное самоуправление
Амонашенский сельский Совет депутатов
Дата избрания: 14.03.2010. Срок полномочий: 5 лет. Количество депутатов:  7
Глава муниципального образования
- Голубкин Виктор Егорович. Дата избрания: 14.03.2010. Срок полномочий: 5 лет